# C. L. Lehmus
Daniel Christian Ludolph Lehmus (3 de julio de 1780 - 18 de enero de 1863) fue un matemático alemán, principalmente recordado por ser el autor del teorema que lleva su apellido, el teorema de Steiner-Lehmus.

## Semblanza
Lehmus era nieto del poeta alemán Johann Adam Lehmus (1707-1788), y a su vez sería tío abuelo de la berlinesa Emilie Lehmus (1841-1932), una de las primeras mujeres en ejercer la medicina en Alemania. Su padre, Christian Balthasar Lehmus, era profesor de ciencias y director de un liceo en Soest, en el que se formó Lehmus. 
Entre 1799 y 1802, estudió en las universidades de Erlangen y de Jena. En 1803 se trasladó a Berlín, donde daba clases privadas de matemáticas y realizó estudios adicionales en la universidad, obteniendo un doctorado en 1811. Desde finales de 1813 hasta la Pascua de 1815, Lehmus trabajó como profesor (privatdozent) para la universidad, pero en 1814 se convirtió en profesor de matemáticas y ciencias en el Hauptbergwerks-Eleven-Institut (una escuela de minería), también en Berlín. En 1826 asumió a la vez un puesto de profesor en la Königlichen Artillerie- und Ingenieurschule (una escuela de ingeniería militar) donde consiguió un puesto de profesor en 1827. En 1836 recibió la Orden del Águila Roja (de 4ª clase). Además de estos dos puestos docentes, Lehmus también impartió clases en la universidad de Berlín hasta 1837.
Como docente, escribió una serie de libros de texto de matemáticas y ciencias. El más conocido de estos libros probablemente fue su Lehrbuch der Geometrie, del que se imprimieron varias ediciones. Publicó artículos en varias revistas de matemáticas, y en particular fue colaborador habitual de la Revista de Crelle, a la que presentó un artículo para su primera edición en 1826. 
También publicó una elegante solución trigonométrica del problema de los círculos de Malfatti en la revista de matemáticas francesa Nouvelles Annales de Mathématiques, pero debido a un error de transcripción, el nombre del autor figuró como Lechmütz.
Escribió una carta al matemático francés C. Sturm en 1840, solicitándole una prueba geométrica elemental del teorema que ahora lleva su nombre. Sturm transmitió el problema a otros matemáticos, siendo Jakob Steiner uno de los primeros en proporcionar una demostración. En 1850, Lehmus presentó una prueba diferente por su cuenta.
El propio teorema se convirtió en un tema bastante popular dentro de la geometría elemental, objeto de numerosas publicaciones durante más de 160 años.

## Trabajos
- Aufgaben aus der Körperlehre. Berlin/Halle 1811
- Lehrbuch der Zahlen-Arithmetik, Buchstaben-Rechenkunst und Algebra. Leipzig 1816
- Lehrbuch der angewandten Mathematik. Volume I-III, Berlín 1818, 1822 (online copy volume I en Google Libros)
- Theorie des Krummzapfens. Berlín 1818
- Die ersten einfachsten Grundbegriffe und Lehren der höheren Analysis und Curvenlehre. Berlín 1819
- Uebungsaufgaben zur Lehre vom Größten und Kleinsten. Berlín 1823 (online copy en Google Libros)
- Lehrbuch der Geometrie. Berlín 1826
- Sammlug von aufgelösten Aufgaben aus dem Gebiet der angewandten Mathematik. Berlín 1828
- Grundlehren der höheren Mathematik und der mechanischen Wissenschaften. Berlín 1831
- Anwendung des höheren Calculs auf geometrische und mechanische, besonders ballistische Aufgaben. Leipzig 1836
- Kurzer Leitfaden für den Vortrag der höheren Analysis, höheren Geometrie und analytischen Mechanik. Duncker und Humblot 1842 (online copy en Google Libros)
- Algebraische Aufgaben aus dem ganzen Gebiet der reinen Mathematik mit Angabe der Resultate. Duncker und Humblot 1846 (online copy en Google Libros)
- Grenz-Bestimmungen bei Vergleichungen von Kreisen, welche von demselben Dreieck abhängig sind, sowohl unter sich als auch mit dem Dreieck selbst. C. Geibel 1851 (online copy en Google Libros)